# Drømtorp Trinbræt
Drømtorp Trinbræt (Drømtorp holdeplass) var et norsk trinbræt på Indre Østfoldbanen (Østfoldbanens østre linje) i Ski. Trinbrættet åbnede i 1932 og var stoppested på NSB's linje Rakkestad/Mysen-Skøyen. Det lå 25,8 km fra Oslo S. I 2008 var der 44 på/afstigende pr. døgn.
Trinbrættet blev nedlagt 9. december 2012 i forbindelse med indførelse af en ny køreplan for jernbanetrafikken i Østlandsområdet.